# Narembeen
Narembeen is een plaats in de regio Wheatbelt in West-Australië.

## Geschiedenis
Ten tijde van de Europese kolonisatie leefden de Njakinjaki Nyungah Aborigines in de streek. Door de zuidelijker levende Aborigines werden ze de Njagi genoemd en werd over hen verteld dat ze naakt liepen en een onverstaanbare taal spraken. Door de noordelijker levende Aborigines werden ze de Mudila genoemd, een denigrerende benaming die men gaf aan stammen die niet aan circumcisie of penissplijting (En: subincision) deden.
De eerste Europeaan die de streek verkende was John Septimus Roe in 1836. Hij noemde een ontsluiting waar hij zijn kamp opsloeg Emu Hill omdat hij er emoes had waargenomen. En hij vermeldde een waterloop met een overvloed aan stromend water. In de jaren 1850 vestigden zich een klein aantal Europese kolonisten in de streek. Ontdekkingsreiziger Henry Maxwell Lefroy bezocht in 1863 Charles Smith die zich nabij Emu Hill gevestigd had en zijn eigendom Narembeen had genoemd. Volgens ontdekkingsreiziger Charles Cooke Hunt was Narembeen de Aboriginesnaam voor Emu Hill. Verder waren er rond die tijd nog sandelhoutsnijders actief in de streek.
De streek bleef dunbevolkt tot ze in het begin van de 20e eeuw werd opengesteld voor boeren die er schapen hielden en graan teelden op boerderijen van 4 km² groot. Het gebied rond Emu Hill en Narembeen werd in 1910 opgemeten. In 1917 werd de spoorweg vanuit Kondinin tot Narembeen verlengd. In Emu Hill en Narembeen kwamen nevensporen te liggen. In 1920 was Emu Hill de belangrijkste plaats in de streek maar de plaatselijke bevolking verzette zich tegen het openen van een hotel en wenste een koffiehuis of een 'temperance hotel'. Henry Hale, een prominent advocaat, en Paddy Connolly, een herbergier, beiden uit Perth, maakten daarop van hun relaties met plaatselijke politici gebruik om een vergunning te krijgen voor het bouwen van een herberg aan het nevenspoor te Narembeen. De grond rondom verkochten ze aan de aanstaande inwoners van hun 'private dorp'. Tegen 1925 had Narembeen een bevolkingsaantal van 2.100 inwoners. Pas in 1968 zou Narembeen officieel een dorp worden.
In 1924 werd de Narembeen Road Board gevormd en in 1927 werd haar kantoorgebouw geopend. Op 31 januari 1927 opende het postkantoor van Narembeen. Twee jaar later werd een ziekenhuis gebouwd als herdenking aan diegenen die aan de Eerste Wereldoorlog deelnamen. In 1939 werd het gemeenschapshuis, de 'Narembeen Public Hall', gebouwd.
Op 9 november 1963 werd het zwembad van Narembeen door premier David Brand geopend. In 1975 kreeg de Shire of Narembeen een nieuw kantoorgebouw en werd het oude Road Board-gebouw door een historische vereniging voor toeristische doeleinden overgenomen.

## Beschrijving
Narembeen is het administratieve en dienstencentrum van het landbouwdistrict Shire of Narembeen. Het is een verzamel- en ophaalpunt voor de oogst van de graanproducenten uit de streek die bij de Co-operative Bulk Handling Group aangesloten zijn.
In 2021 telde Narembeen 423 inwoners tegenover 469 in 2006.
Narembeen heeft een gemeenschapscentrum (En: Community Resource Centre), een zwembad en verscheidene sportfaciliteiten.

## Toerisme
In de kantoren van de Shire of Narembeen en de Narembeen Community Resource Centre kan men informatie bekomen over onder meer onderstaande toeristische bezienswaardigheden:
- Pathways to Wave Rock, een toeristische autoroute langs de ontsluitingen en rotsformaties in Narembeen en de omliggende districten
- Grain Discovery Centre, een museum over de graanteelt
- The Narembeen Hawk, een beeld van een havik met een vleugelwijdte van 2,5 meter, uit gevonden metaal, aan de ingang van het Community Resource Centre
- Walker Lake – Walk Trails, een aantal wandelingen langs een meer en een oude schapenboerderij met oude uitgestalde landbouwmachines
- Wakeman Ski Lake, een meer waar in de zomermaanden aan watersport wordt gedaan
- Roe Lookout, een ontsluiting van waarop men een panoramisch uitzicht heeft over de omgeving
- Spotters Post, een oorlogsmuseum in het gebouw waarin tijdens de Tweede Wereldoorlog naar vijandige vliegtuigen werd uitgekeken
- St Paul’s Museum, een kerkmuseum opgedragen aan de pioniersvrouwen uit het district
- History Museum, een streekmuseum
- Gate 54, onderdeel van de rabbit-proof fence
- Old Prospector’s Trail, een korte historische autoroute langs plaatsen die door sandelhoutsnijders en goudzoekers werden aangedaan.

## Transport
Narembeen ligt 286 kilometer ten oosten van Perth, 66 kilometer ten zuiden van Merredin en 31 kilometer ten zuidoosten van Bruce Rock. Via de Narembeen-Merredin Road of via Brice Rock kan de Great Eastern Highway bereikt worden.
De spoorweg tussen Yilliminning en Merredin, waarover enkel nog graantreinen van CBH Group rijden, loopt langs Narembeen.
Narembeen heeft een startbaan, Narembeen Airport (ICAO: YNRB).

## Klimaat
Narembeen kent een koud steppeklimaat, BSk volgens de klimaatclassificatie van Köppen. De gemiddelde jaarlijkse temperatuur bedraagt 17,6 °C en de gemiddelde jaarlijkse neerslag ligt rond 343 mm.

## Galerij

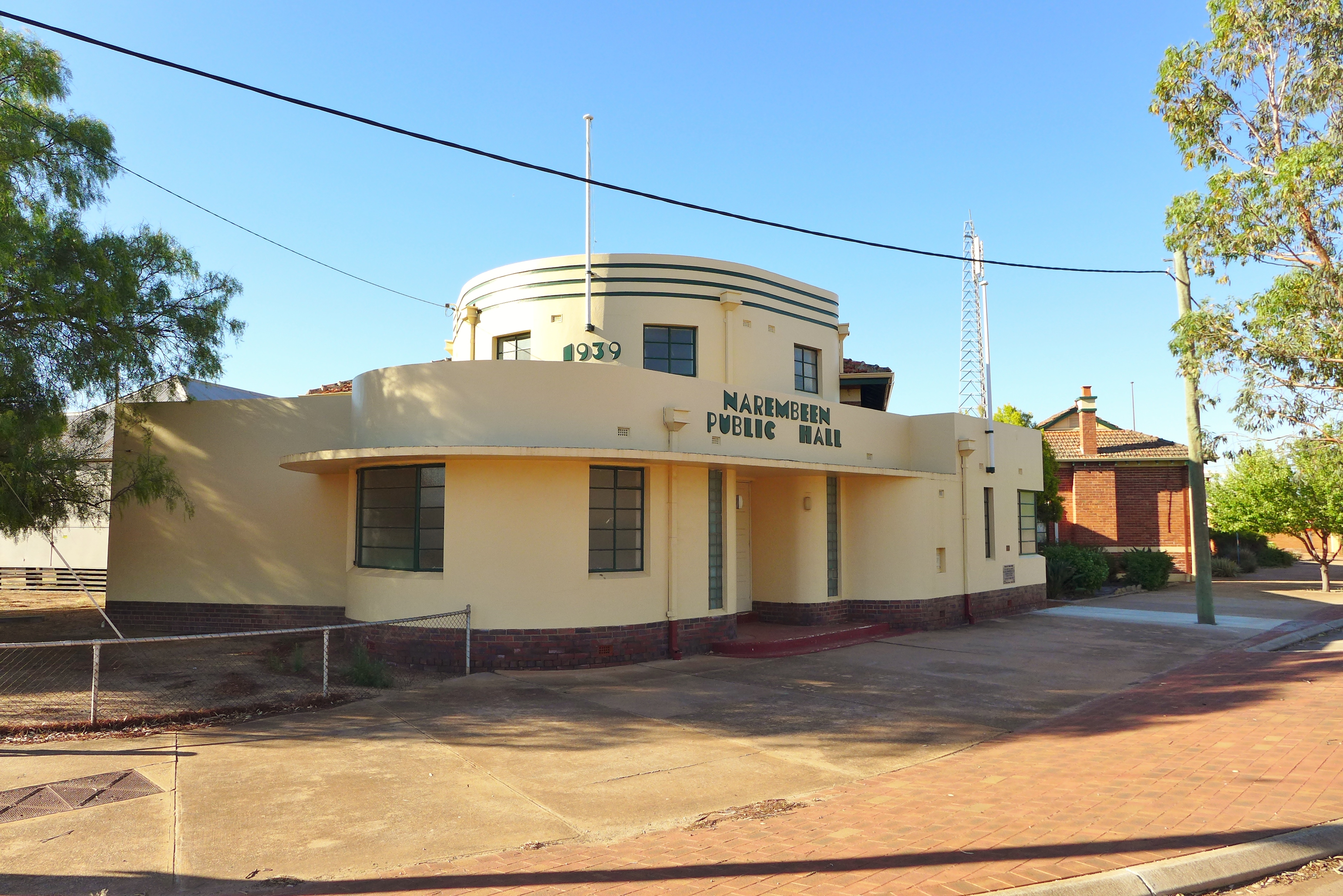
Public Hall uit 1939
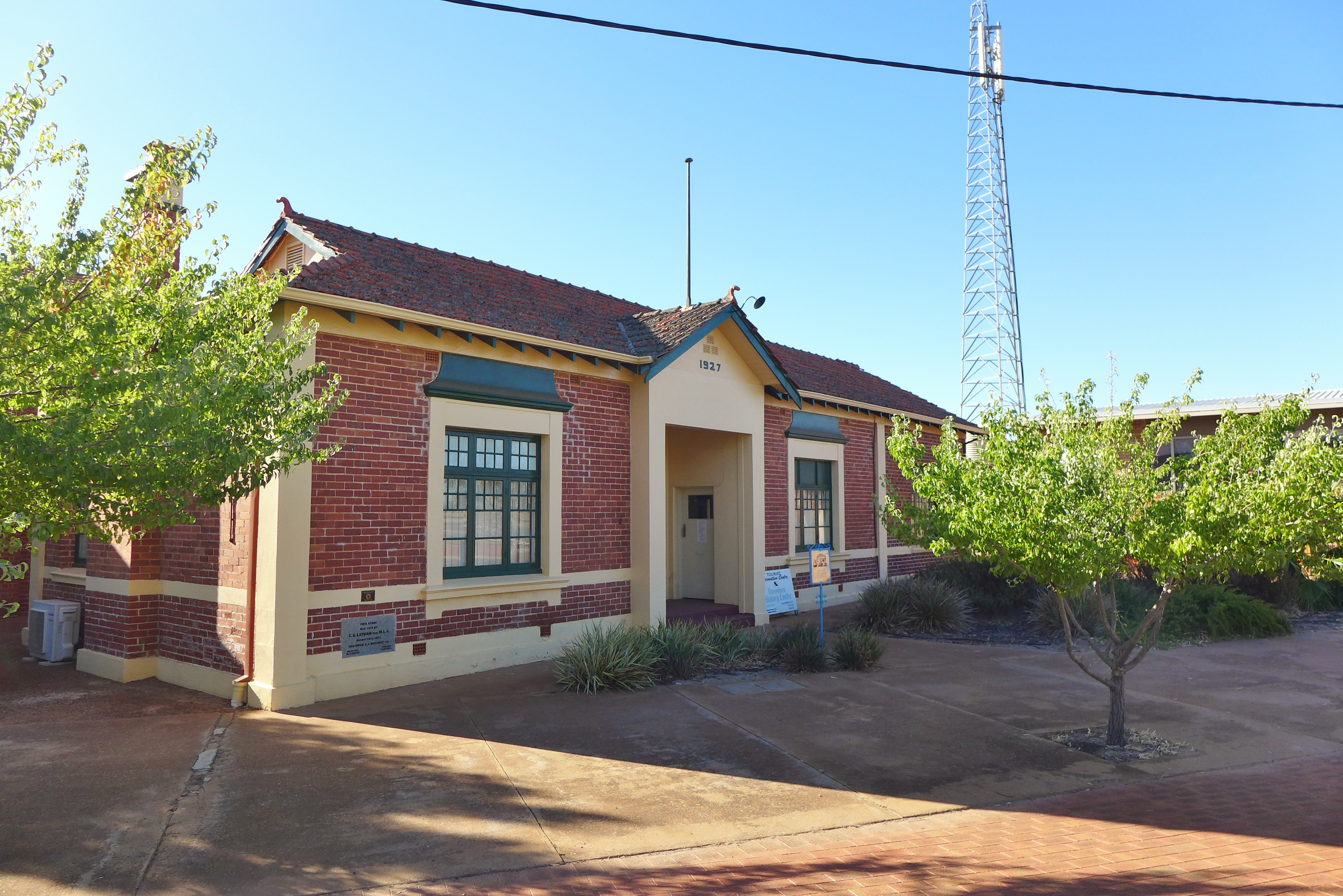
Road Board-gebouw uit 1927
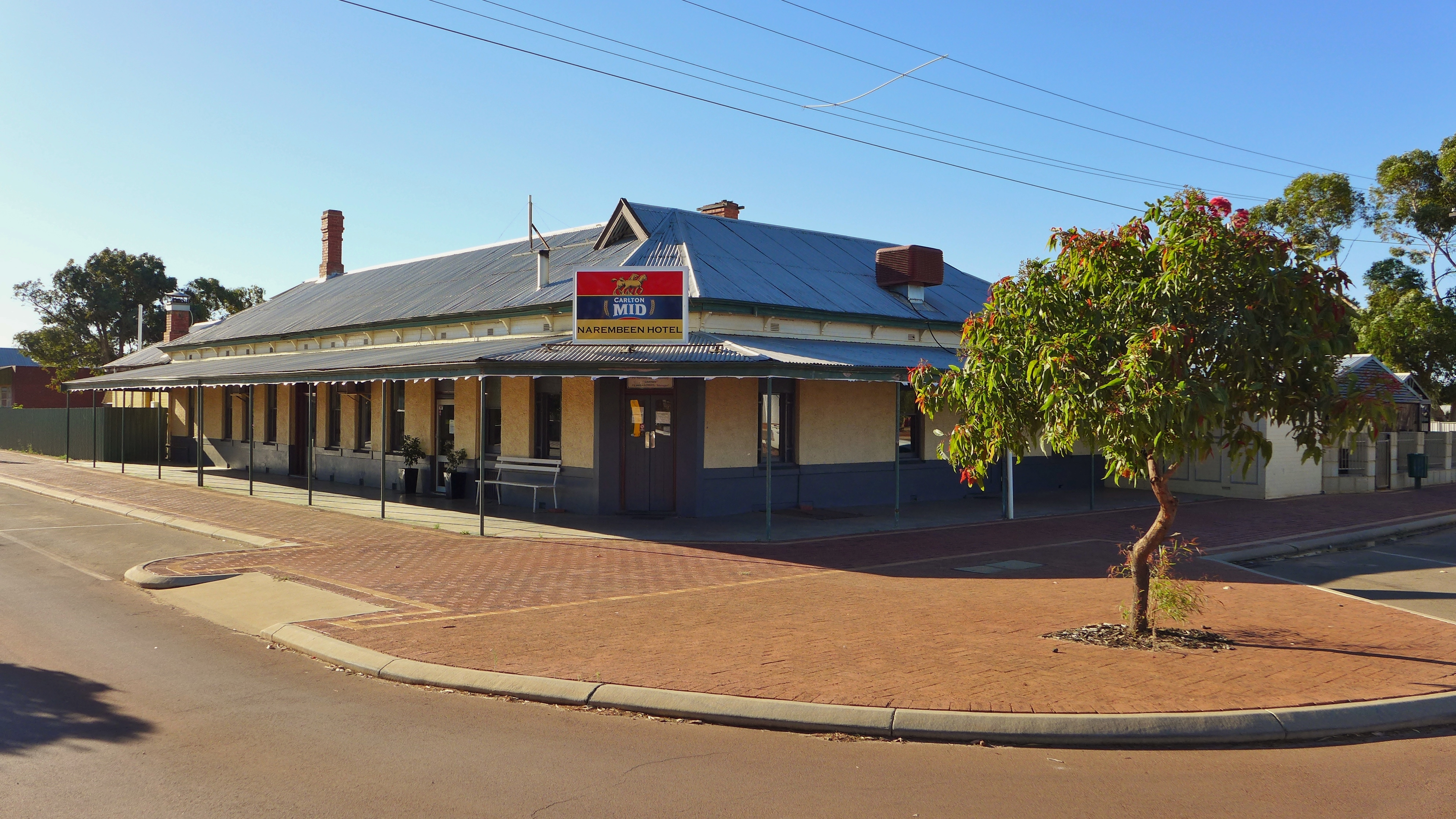
Narembeen Hotel 1920-22
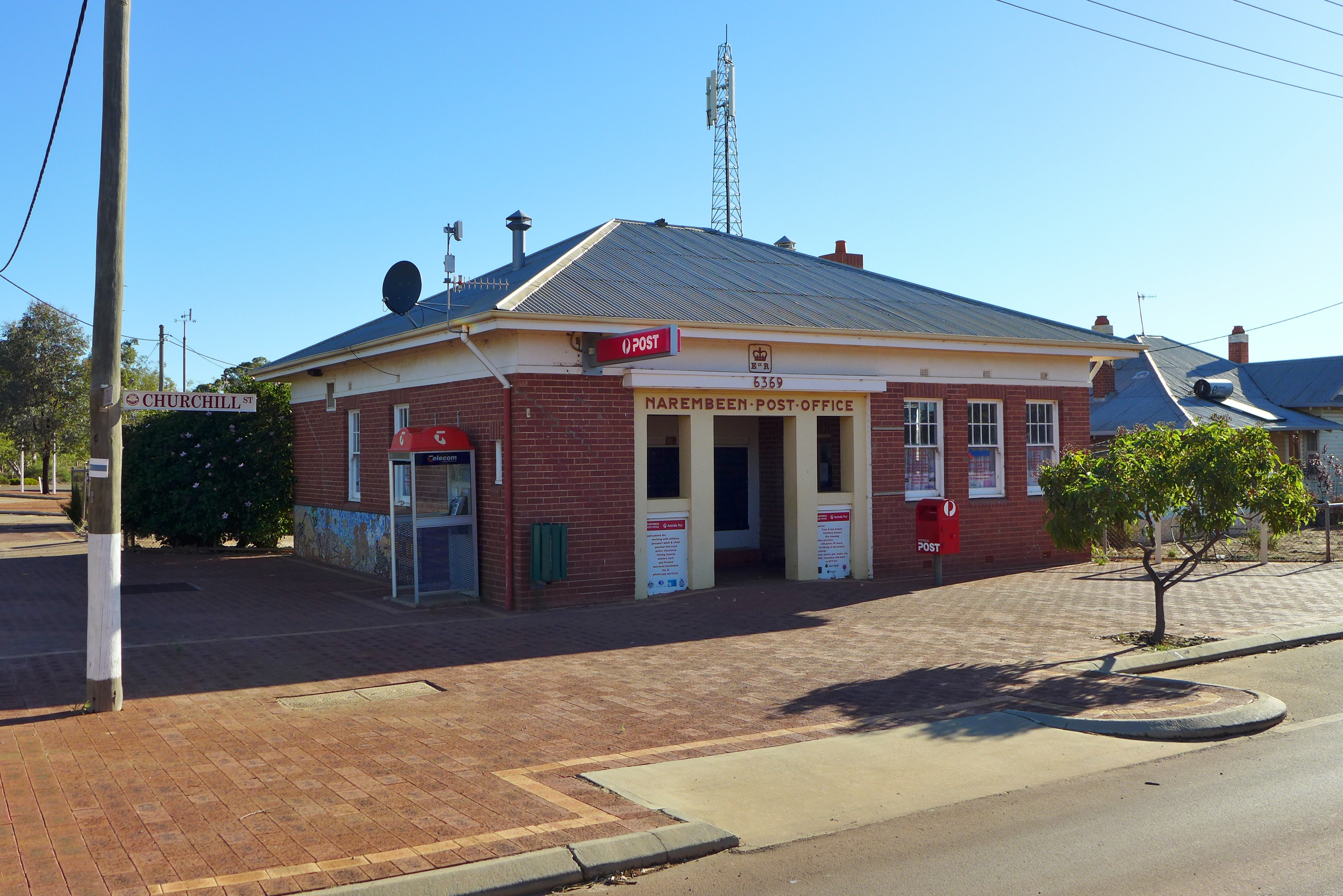
postkantoor uit 1927
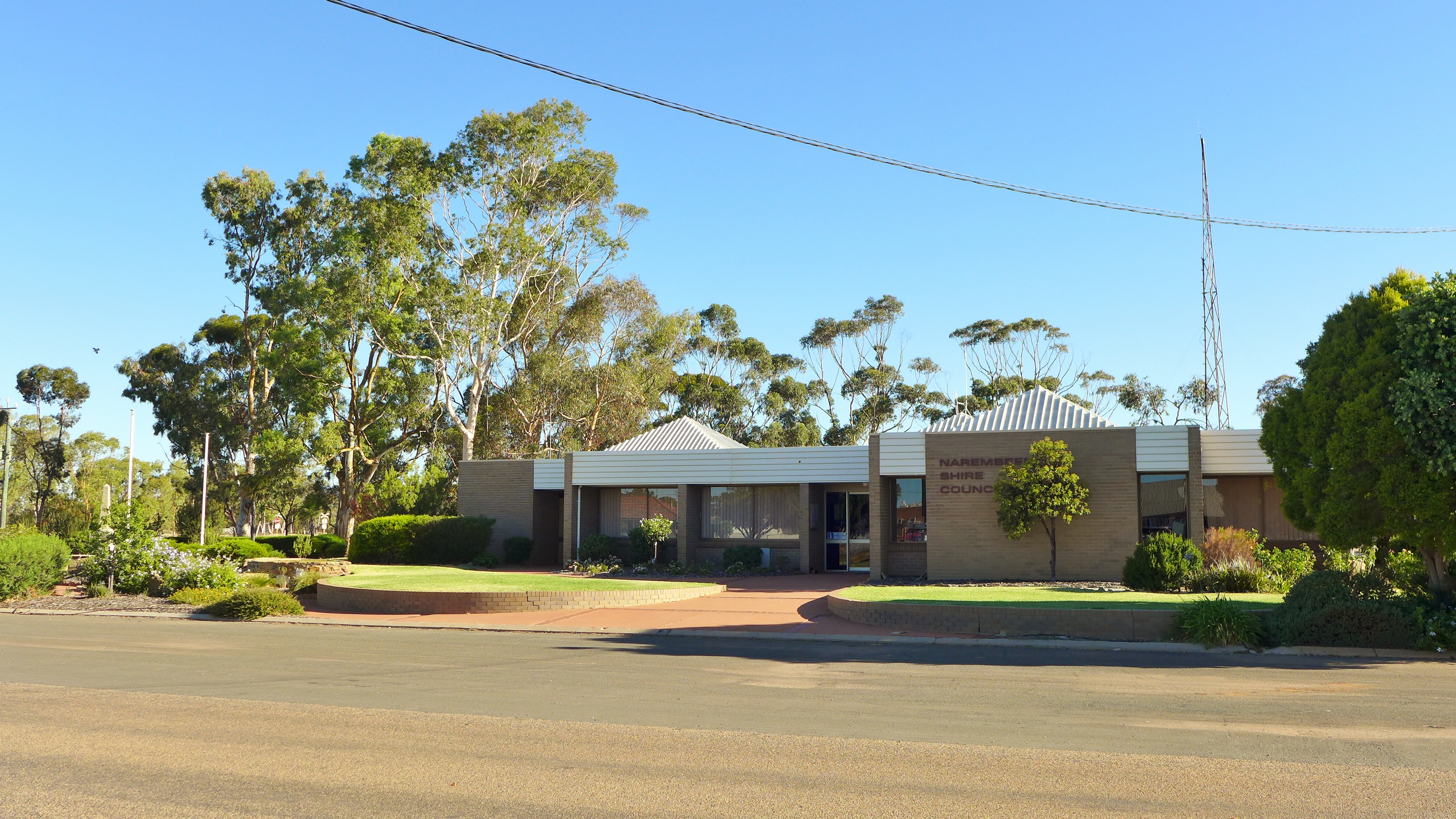
districtsgebouw uit 1975
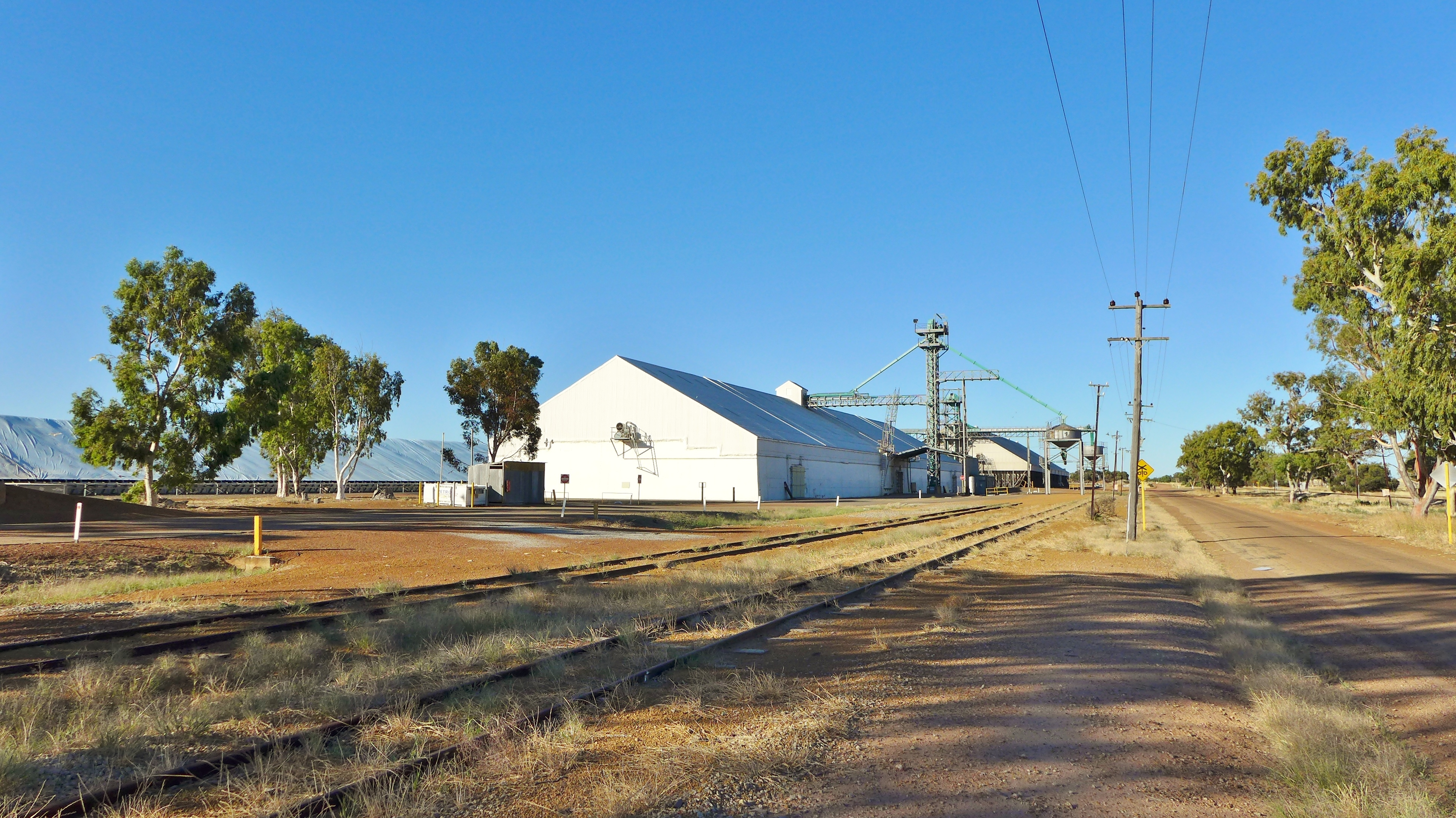
CBH Group-graanverzamelpunt

Aldersyde · Amery · Ardath · Arthur River · Baandee · Babakin · Badgingarra · Badjaling · Bailup · Bakers Hill · Balkuling · Ballaying · Ballidu · Beacon · Beenong · Beermullah · Bejoording · Belka · Bencubbin · Bendering · Benjaberring · Beverley · Bilbarin · Bindi Bindi · Bindoon · Bodallin · Bolgart · Bonnie Rock · Boolading · Booraan · Brookton · Bruce Rock · Bullaring · Bullfinch · Bulyee · Bungulla · Buntine · Burakin · Burracoppin · Cadoux · Calingiri · Campion · Caraban · Carrabin · Cataby · Cervantes · Chandler · Chittering · Clackline · Cold Harbour · Congelin · Coomberdale · Copley · Corrigin · Cowcowing · Crossman · Cuballing · Culbin · Cunderdin · Dalwallinu · Dandaragan · Dangin · Darkan · Dattening · Dongolocking · Doodlakine · Dowerin · Dudinin · Dumbleyung · Duranillin · Dwarda · Ejanding · Elabbin · Erikin · Gabbin · Gingin · Goomalling ·  Grass Valley · Greenhills · Guilderton · Gwambygine · Harrismith · Highbury · Hines Hill · Holt Rock · Hyden · Jelcobine · Jennacubbine · Jennapullin · Jitarning · Jurien Bay · Kalannie · Karlgarin · Kellerberrin · Kondinin · Kondut · Koojan · Koolyanobbing · Koorda · Korbel · Korrelocking · Kukerin · Kulin · Kulja · Kulyaling · Kunjin · Kununoppin · Kweda · Kwelkan · Kwolyin · Lancelin · Lake Brown · Lake Grace · Lake King · Ledge Point · Manmanning · Marvel Loch · Meckering · Meenaar · Merredin · Miling · Minnivale · Mogumber · Mokine · Moodiarrup · Mooliabeenee · Moora · Moorine Rock · Moorumbine · Moulyinning · Mount Hardey · Mount Kokeby · Mount Walker · Muchea · Mukinbudin · Muntadgin · Nalya · Nangeenan · Narembeen · Narrogin · New Norcia · Newdegate · Nilgen · Nokaning · North Bannister · Northam · Nukarni · Nungarin · Pantapin · Piawaning · Piesseville · Pingaring · Pingelly · Pithara · Popanyinning · Quairading · Quindanning · Regans Ford · Seabird · Shackleton · Southern Cross · Spencers Brook · Tammin · Tincurrin · Toodyay · Trayning · Varley · Wagin · Walebing · Walgoolan · Wandering · Wannamal · Watheroo · Welbungin · West Dale · West Toodyay · Westonia · Wialki · Wickepin · Wilbinga · Williams · Wongan Hills · Woodridge · Wubin · Wundowie · Wyalkatchem · Yealering · Yelbeni · Yellowdine · Yilliminning · Yerecoin · York · Yorkrakine · Yornaning · Yoting · Youndegin